# De Schauensee-anakonda
A De Schauensee-anakonda (Eunectes deschauenseei) az óriáskígyófélék (Boidae) családjába és a valódi boák (Boinae) alcsaládjába tartozó vízi kígyófaj.
Nevét Rodolphe Meyer de Schauensee amerikai ornitológusról kapta.

## Előfordulása
Brazíliában, Amapá és Pará szövetségi állam területén és Francia Guyanában honos.

## Életmódja
A fiatal példány kis és közepes termetű emlősöket, madarakat és vízben élő hüllőket eszik a kifejlett példány már megtámadja a pekarikat, vízidisznókat, a vízben halakra, teknősökre, fiatal krokodilokra, kajmánokra les.